# Rally Acapulco
Rally Acapulco je leta 1992 potekal v okolici Ljubljane ter Kamnika. Rally je dobil Silvan Lulik z Ford Sierro Cosworth. To je bila njegova prva od štririh zmag za državno prvenstvo.

## Zmagovalci
| Leto | Dirkač       | Sovoznik        | Dirkalnik            |
| ---- | ------------ | --------------- | -------------------- |
| 1992 | Silvan Lulik | Matjaž Mihelčič | Ford Sierra Cosworth |